# وینترزبرگ (آریزونا)
وینترزبرگ (به انگلیسی: Wintersburg) یک منطقهٔ مسکونی در ایالات متحده آمریکا است که در شهرستان مریکوپا، آریزونا واقع شده‌است. وینترزبرگ ۱٫۲۸ کیلومتر مربع مساحت و ۹٬۶۵۵ نفر جمعیت دارد و ۳۰۷٫۲۴ متر بالاتر از سطح دریا واقع شده‌است.